# Mattiastrum karataviense
Mattiastrum karataviense là loài thực vật có hoa trong họ Mồ hôi. Loài này được (Pavl. ex M. Pop.) Czerep. mô tả khoa học đầu tiên năm 1981.